# Улин (озеро)
Улин — озеро в западной части Тверской области. Расположено на территории Западнодвинского района в 10 километрах к западу от города Западная Двина. Лежит на высоте 182,7 метров.
Озеро узкое и длинное. Протяжённость с севере на юг составляет около 5 километров, ширина до 1 километра. Площадь водной поверхности — 2,3 км². Улин — одно из наиболее глубоких озёр Тверской области, максимальная глубина достигает 37 метров. С севера, запада и востока в Улин впадают безымянные ручьи. Из южной части озера вытекает река Улиница (приток Торопы). На берегах Улина расположены три деревни: Улин, Дедово и Жданово. Озеро считается хорошим местом для рыбалки (из редких рыб водится снеток), отдыха и туризма.